# Шевченка (Синельниківський район)
Шевче́нка — село в Україні, в Синельниківському районі Дніпропетровської області. Входить до складу Брагинівської сільської громади. Населення становить 350 осіб. Орган місцевого самоврядування — Брагинівська сільська рада.

## Історія
12 червня 2020 року, відповідно до розпорядження Кабінету Міністрів України № 709-р від «Про визначення адміністративних центрів та затвердження територій територіальних громад Дніпропетровської області», увійшло до складу Брагинівської сільської громади.
19 липня 2020 року, в результаті адміністративно-територіальної реформи та ліквідації  Петропавлівського району, село увійшло до складу новоутвореного Синельниківського району.

## Географія
Село Шевченка знаходиться за 1 км від правого берега річки Самара, вище за течією на відстані 2,5 км розташоване село Зелений Гай, нижче за течією на відстані 2,5 км розташоване село Маломиколаївка. Річка в цьому місці звивиста, утворює лимани, стариці та заболочені озера.

## Населення

### Мова
Розподіл населення за рідною мовою за даними перепису 2001 року:
| Мова            | Відсоток |
| --------------- | -------- |
| українська      | 83,7 %   |
| російська       | 12,6 %   |
| інші/не вказали | 3,7 %    |

## Пам'ятки
Шевченківський майдан — археологічна пам'ятка місцевого значення. З височини майдану біля села Шевченка добре видно Петропавлівку.